# Joachim Fürsen
Joachim Fürsen (* 22. September 1717 in Preetz; † 3. Mai 1778 in Schleswig) war ein königlich dänischer Leibmedikus und Physikus.

## Leben und Wirken
Joachim Fürsen war ein Sohn des Pastors Johann Nicolaus Führsen und dessen Ehefrau Katharina Elisabeth Magelsen (* 13. Dezember 1681; † um 1769). Er hatte zwei Schwestern und vier Brüder. Er studierte Humanmedizin an der Universität Göttingen und wurde 1741 mit einer Dissertation über Podagra zum Dr. med. promoviert. Danach zog er 1741 nach Güderott in Boren und arbeitete dort als praktischer Arzt.
1768 wurde Fürsen in Schleswig Leibarzt und Physikus. Neben der Stadt Schleswig gehörten die Ämter Gottorf, Mohrkirch und die Region Stapelholm zu seinem Zuständigkeitsbereich.
Fürsen war verheiratet mit Magdalena Benedicte Friederike Dreyer (* 26. März 1778 in Waren; † 4. Januar 1821). Ihre Eltern waren der Pastor Christian Dreyer und dessen Ehefrau Juliane Catharina, geborene Westphal, die eine Schwester von Ernst Joachim Westphal war. Das Ehepaar Fürsen hatte zwei Söhne und zwei Töchter. Der Sohn Johann Nikolaus Fürsen wurde Bürgermeister von Eckernförde. Der Sohn Ernst Georg Joachim Fürsen wurde Hardesvogt und dänischer Etatsrat.

## Werke
- Dissertatio Inauguralis Medica De Podagra Retropulsa. Vandenhoeck, Göttingen 1741 (Digitalisat, SLUB)